# Das kleine Mädchen mit den Schwefelhölzern (1928)
Das kleine Mädchen mit den Schwefelhölzern (Originaltitel: La petite marchande d’allumettes) ist ein Kurzfilm von Jean Renoir aus dem Jahr 1928 nach dem gleichnamigen Märchen von Hans Christian Andersen.

## Handlung
Am Silvesterabend wird ein junges Mädchen von seiner Stiefmutter hinaus in Schnee und Kälte geschickt, um in der Stadt Streichhölzer zu verkaufen. Sie ist nicht erfolgreich, da alle Leute schnell ins Warme und zu ihren Feiern wollen. Vor einer Gaststätte wird sie zudem von einem Polizisten angehalten.
Da sie sich ohne Verdienst nicht nach Hause traut, schläft sie schließlich im Schnee ein und träumt von einem Spielzeuggeschäft, in dem die Spielzeugfiguren zu Leben erwachen: Ein Leutnant kommandiert Holzsoldaten und flieht mit dem Mädchen vor einem Husaren auf einem Pferd in die Wolken. Der Husar, ebenfalls auf einem Pferd, folgt ihnen. Es kommt zum Kampf zwischen dem Leutnant und dem Husar. Der Husar gewinnt und stößt den Leutnant von den Wolken. Daraufhin schnappt er sich das Mädchen und trägt es auf einen Hügel, wo ein Kreuz steht. Das Kreuz verwandelt sich in einen kleinen Baum, dessen Blüten herunterfallen, der Husar verschwindet. Die Blüten fallen auf das „schlafende“ Mädchen.
Am Neujahrsmorgen wird von Passanten der eingeschneite Körper des Mädchens entdeckt. Sie ist erfroren.

## Hintergrund
Die Bauten stammen von dem dänischen Szenenbildner Erik Aaes.